# Волков Петро Якович
Петро Якович Волков (нар. 1896, село Лопатіно Гжатського повіту Смоленської губернії, тепер Смоленської області, Російська Федерація — розстріляний 28 грудня 1937, Москва, тепер Російська Федерація) — радянський діяч промисловості, народний комісар постачання РРФСР, голова Московської обласної Ради народного господарства. Член ВЦВК, ЦВК СРСР 5—6-го скликань. Кандидат у члени ЦК ВКП(б) у 1930—1934 роках.

## Життєпис
Народився в селянській родині. У 1910 році закінчив сільську школу. Працював робітником. За революційну діяльність був заарештований, засуджений до адміністративного заслання.
Член РСДРП(б) з квітня 1917 року.
З 1921 року — на радянській, господарській роботі в Москві.
9 лютого 1922 — 2 червня 1923 року — голова Замоскворіцької районної ради міста Москви.
У червні 1923 — лютому 1924 року — керуючий справами виконавчого комітету Московської губернської ради.
4 лютого 1924 — 14 серпня 1925 року — завідувач Московського міського адміністративного відділу.
У квітні 1925 — лютому 1927 року — керуючий справами виконавчого комітету Московської губернської ради.
Одночасно, 21 жовтня — 22 грудня 1925 року — в.о. завідувача Московського міського адміністративного відділу.
3 лютого 1927 — 15 квітня 1929 року — 2-й заступник голови Московської міської ради і голови виконавчого комітету Московської губернської ради.
У листопаді 1928 — квітні 1929 року — голова Експортної наради при виконавчому комітеті Московської губернської ради.
15 квітня — 24 вересня 1929 року — заступник голови Московської міської ради і голови виконавчого комітету Московської губернської ради.
17 травня — 10 липня 1929 року — голова Московської губернської Ради народного господарства.
10 липня 1929 — 21 червня 1930 року — голова Московської обласної Ради народного господарства.
У 1930—1933 роках — заступник народного комісара постачання СРСР.
26 березня 1933 — 20 серпня 1934 року — народний комісар постачання Російської РФСР.
У 1934—1936 роках — голова Московської Ради споживчих товариств.
У 1936 — жовтні 1937 року — заступник народного комісара легкої промисловості РРФСР.
27 жовтня 1937 року заарештований органами НКВС. Засуджений Воєнною колегією Верховного суду СРСР 25 грудня 1937 року до страти, розстріляний 28 грудня 1937 року. Похований на полігоні «Комунарка» біля Москви.
1955 року посмертно реабілітований.